# 中共上海市委组织部
中共上海市委组织部是中共上海市委主管全市组织工作的职能部门，加挂中共上海市社会工作委员会、上海市公务员局牌子。

## 现任上海组织部长
- 张为（2023年5月27日 - ）

## 历任上海组织部长
- 罗世谦（1991年6月 - 2001年9月）
- 王安顺（2001年9月 - 2004年4月）
- 姜斯宪（2004年4月 - 2006年10月）
- 沈红光（2006年10月 - 2011年5月）
- 李希[1]（2011年5月 - 2013年4月）
- 应勇（2013年4月 - 2014年7月）
- 徐泽洲（2014年8月 - 2017年1月）
- 吴靖平（2017年3月 - 2018年5月）
- 于绍良（2018年7月2日 - 2020年10月12日）
- 胡文容（2020年12月 - 2023年1月）
- 张为（2023年5月27日 - ）

## 历任上海组织部副部长
- 罗世谦（1987年4月 - 1991年6月）
- 丁薛祥（2004年 - 2006年11月）中共上海市委组织部副部长、上海市人事局局长。
- 周祖翼（2008年11月 - 2011年11月）